# Finn Nemzeti Színház
A Finn Nemzeti Színház (finnül: Suomen Kansallisteatteri) Helsinki és egyben Finnország egyik legfontosabb és leglátogatottabb kulturális intézménye. A színházat 1872-ben alapították és eredetileg Finn Színház néven üzemelt 1902-ig, amikor átnevezték Finn Nemzeti Színházzá. 
Működésének első, közel 30 évében főként turnészervező vállalatként üzemelt, tekintettel arra, hogy nem volt állandó helye. Végül 1902-ben Onni Tarjanne tervei alapján elkészült a színháznak ma is helyet adó épület a helsinki vasúti pályaudvar közelében.

## Történelem
A Nemzeti Színház születése szorosan kapcsolódott a nemzet politikai és kulturális ideológiájához a 19. század végén. Finnország része volt az orosz birodalomnak, szellemi elitje svéd nyelvű volt. A finn nyelv és a művészet, beleértve a színházat is, az 1860-as években kezdődő kulturális mozgalom mérföldköve lett, mely végül 1917-ben a nemzeti függetlenséghez vezetett. 
Az első harminc évben nem volt állandósult helye, így turnészervező cégként funkcionált (első eladás 1872. október 13-án Poriban) egészen 1902-ig, amikor elkészült Onni Tarjanne tervei alapján a mai is állandó játszóhelyül szolgáló épület.
A színház első igazgatói Kaarlo és Emilie Bergbom voltak. Kaarlo Bergbom szerző is volt, ám legfőbb munkássága számos nagy finn drámaíró bemutatása, köztük Minna Canth, valamint finnre fordította Shakespeare és más külföldi szerzők műveit.
Az épület előtt Wäinö Aaltonen tervei alapján 1939-ben állították fel Aleksis Kivi emlékművét, hogy megemlékezzenek az egyik legjelentősebb finn íróról és a színházi művészetben betöltött szerepéről.
A színház épületét legalább három szellem kísérti. Egyikük egy ismeretlen Szürke Hölgy, a másik kettő pedig Urho Somersalmi és Aarne Leppänen színészek szellemei.

## Az épület
A színház épülete Helsinki szívében, a vasúti pályaudvarhoz tartozó tér északi részén kapta meg állandó helyét 1902-ben. Az épület terveit Onni Tarjanne, finn építész készítette. A Finn Nemzeti Színház a finn romantika stílusában épült és az évek során csak az épület nagysága változott, stílusjegyei változatlanok maradtak. Az első változtatás 1954-ben történt. Ekkor a nagyszínpad(Suuri näyttämö) mellé Heikki Siren és Kaija Siren tervei alapján felépült a kisszínpad (Pieni näyttämö), majd 1976-ban a Willensauna színpad,1987-ben pedig a stúdiószínpad (Omapohja Studio) is megépült. A színház összes befogadóképessége 1424 fő, ebből 885 ülőhely a nagyszínpadhoz, 309 a kisszínpadhoz, 152 a Willensauna színpadhoz, 78 a stúdiószínpadhoz tartozik. 

## Programok
Rendkívül változatos repertoárján sajátok mellett sok más előadás, koncert, felolvasás színesíti a palettát. A hazai előadók mellett külföldi vendégek is rendszeresen érkeznek a színházba, köztük az ausztrál Gravity & Other Myths „cirkuszszínháza” vagy a Red Nose Company. A saját előadások az olyan klasszikusok, mint Csehov: Három nővér , Dosztojevszkij: Karamazov testvérek és Ingmar Bergman nagysikerű Tv-filmjéből készült előadás, a Jelenetek egy házasságból mellett, számos kortárs finn és külföldi szerző műveit tekintheti meg a nagyérdemű. Az angol Duncan Macmillan Minden, amiért élni érdemes (Every Brilliant Thing) című művét, Pajtim Statovci fiatal koszovói író Kissani Jugoslavia(magyar címe nincs, kb: Macskám, Jugoszlávia) történetét is megismerheti a közönség. A finnek közül Esa Leskinen, Sami Keski-Vähälä, Pirkko Saisio munkáit tekinthetik meg a Nemzeti Színház látogatói.
A színház 2010-ben hozta létre legújabb programját, mely a „Touring Stage” nevet kapta. Ennek alapja egy állandó hellyel nem rendelkező mobilszínpad. Lényege kisléptékű túrnék szervezése országszerte olyan helyekre, ahol a színházlátogatás megoldása nehéz pl: vidéki iskolák, kórházak, idősek otthona, börtönök.

## A színház igazgatói
- Kaarlo Bergbom: 1872–1906 (közösen Emilie Bergbommal)
- Emilie Bergbom: 1872–1917 (közösen Kaarlo Bergbommal)
- Jalmari Hahl: 1905–1907
- Adolf Lindfors: 1907–1914
- Jalmari Lahdensuo: 1914–1917
- Eino Kalima: 1917–1950
- Arvi Kivimaa: 1950–1974
- Kai Savola: 1974–1991
- Maria-Liisa Nevala: 1992–2010
- Mika Myllyaho: 2010–